# Anmenkou
Anmenkou är en köping i nordvästra Kina. Den ligger i Kang härad i staden Longnan i provinsen Gansu, omkring 350 kilometer sydost om provinshuvudstaden Lanzhou. Antalet invånare är 8 677. Befolkningen består av 4 036 kvinnor och 4 641 män. Barn under 15 år utgör 15,0 %, vuxna 15-64 år 71 %, och äldre över 65 år 13,0 %.